# Tilly Devine
Pour les articles homonymes, voir Devine.
Matilda Mary Devine (née Twiss, 8 septembre 1900 - 24 novembre 1970), connue sous le nom de Tilly Devine, est une chef du crime organisé anglo-australien (en). Elle est impliquée dans un large éventail d'activités, dont le sly-grog (en), les gangs aux rasoirs (en) et la prostitution, et devient une figure populaire célèbre à Sydney pendant l'entre-deux-guerres.

## Jeunesse
Tilly Devine est la fille du maçon Edward Twiss et d'Alice Twiss (née Tubb). À 16 ans, elle épouse un militaire australien, James (Jim) Edward Joseph Devine, le 12 avril 1917 à l'église du Sacré-Cœur de Jésus, Camberwell, Londres. Le couple a un fils, Frederick Ralph Twiss, né à Camberwell, Southwark, Londres en 1919.
Sa carrière dans la prostitution commence lorsqu'elle est adolescente et se poursuit après son mariage. Comme beaucoup d'autres femmes anglaises, elle est souvent sollicitée la nuit sur les trottoirs du Strand. De 1915 à 1919, elle passe son temps entre le tribunal et la prison pour prostitution, vol et agression.
Lorsque Jim retourne en Australie, elle le suit sur le bateau Waimana, qui arrive à Sydney le 13 janvier 1920. Son fils reste à Londres et est élevé par ses parents. Tilly et Jim Devine deviennent rapidement des trafiquants de stupéfiants, des propriétaires de maisons closes et des membres de gangs criminels de premier plan dans le milieu criminel de Sydney.

## Carrière criminelle
Tilly Devine, surnommée la « Reine de Woolloomooloo », dirigeait une série de bordels dans les environs de Darlinghurst et The Cross, en particulier sur Palmer Street à Sydney. Kate Leigh, sa rivale, surnommée la « Reine de Surry Hills », est une tenancière de débit de boisson sans licence et une receleuse de biens volés.
En 1925, Tilly Devine est bien connue de la police. En cinq ans, elle a accumulé une longue liste de condamnations. Les nombreux délits vont de la simple prostitution au langage indécent, au comportement offensant et à l'agression. Le rapport de police donne un aperçu de la vie que mène Tilly Devine jusqu'en 1925, une vie qui implique de travailler dans les rues la nuit, se confronter à la police, faire la fête et boire beaucoup.
Tilly Devine devient tristement célèbre à Sydney, d'abord comme prostituée, puis comme tenancière de bordel et chef d'entreprise du crime organisé. La loi de 1905 de la Nouvelle-Galles du Sud sur le vagabondage interdit aux hommes de tenir des maisons closes, mais elle n'empêche pas les femmes soutenues par des gangs criminels, qui versent des pots-de-vin à la police, de diriger des entreprises criminelles. L'historien Larry Writer note que Tilly Devine mène des activités diversifiées. Les call-girls d'élite sont à la disposition des hommes politiques, des hommes d'affaires et des hôtes étrangers importants, tandis que les « tenement girls » sont des jeunes femmes de la classe ouvrière qui ont recours à la prostitution occasionnelle pour subvenir à leurs dépenses de drogue, leurs vêtements et leurs maigres revenus à une époque où la culture criminelle et narcotique australienne, l'absence d'un État-providence global et le chômage sont omniprésents. Les prostituées plus âgées, dites les « boat girls », se destinent aux marins itinérants ou aux hommes de la classe ouvrière. Tilly Devine ne semble pas avoir mené d'opérations similaires pour le marché du sexe gay à cette époque, car elle estime que ce n'est pas correct.
La richesse de Devine est légendaire, bien qu'elle ait été entièrement gagnée grâce au crime. Elle possède de nombreux biens immobiliers à Sydney, de nombreuses voitures de luxe, des bijoux en or et en diamants volés et elle voyage en bateau en cabine de première classe. Une grande partie de sa fortune est  également utilisée pour payer des pots-de-vin à la police et des amendes pour ses condamnations pénales qui se sont étalées sur cinquante ans. Au cours de sa longue carrière criminelle, Tilly Devine fait l'objet de nombreuses citations à comparaître et est condamnée à 204 reprises. Elle purge de nombreuses peines de prison en Nouvelle-Galles du Sud, principalement pour prostitution, agression violente, bagarre et tentative de meurtre. La police sait qu'elle est de nature violente et qu'elle utilise des armes à feu. 

## Mariage avec Jim Devine

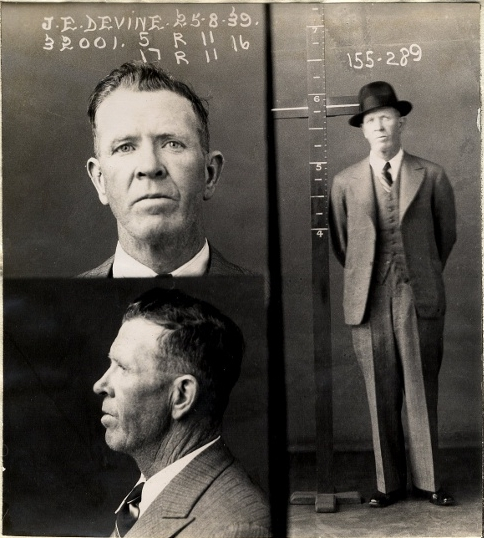
Jim Devine en 1939.

James Edward Joseph (Jim) Devine est un ancien soldat et tondeur de la Première Guerre mondiale, qui est un homme violent, un voleur condamné, un proxénète, un trafiquant de drogue, un voyou vicieux et un homme armé. Il est également alcoolique. Jim Devine a commis un certain nombre de meurtres très médiatisés à Sydney entre 1929 et 1931 : notamment celui du criminel George Leonard « Gregory » Gaffney le 17 juillet 1929, puis, en tant que complice du meurtre de Barney Dalton le 9 novembre 1929 (avec le tristement célèbre gangster et assassin de Sydney, Francis Donald « Frankie » Green) et le meurtre accidentel du chauffeur de taxi Frederick Herbert Moffitt le 16 juin 1931. Bien qu'il ait été accusé de meurtre à plusieurs reprises, il a toujours été acquitté, plaidant avec succès la légitime défense. Il a abattu Gaffney et Moffitt devant sa résidence de Maroubra et celle de Tilly.
Le mariage de Tilly et Jim Devine est marqué par la violence domestique. Le 9 janvier 1931, Jim est accusé par le Central Police Court de tentative de meurtre sur sa femme après une violente dispute à leur domicile de Maroubra. Alors que Tilly sortait en courant de la maison, Jim tire plusieurs coups de feu sur elle, d'une manière similaire au meurtre de George Leonard Gaffney en 1929. Tilly s'en sort indemne, le seul dommage étant l'un de ses talons aiguilles flambant neufs. Leurs voisins, terrifiés, appellent la police et Jim est arrêté et inculpé pour l'incident. Il est acquitté le 16 janvier 1931, Tilly ayant refusé de témoigner. Les Devine se séparent au début des années 1940 et divorcent finalement en janvier 1944. Peu après la séparation de Tilly et de Jim, Donald Alexander Kenney (1906-1963), connu sous le nom de « Skinny Kenney », devient l'amant et l'homme de confiance de Tilly.